# Wellington Júnior
Wellington Cândido da Silva Júnior est un footballeur brésilien né le 20 juin 1989 à Rio de Janeiro. Formé à Botafogo, le jeune milieu de terrain offensif se révèle à la Coupe du monde de football des moins de 20 ans 2009. Il est recruté à l'été 2010 par le club du Olaria AC.